# Шарлотта Гессен-Гомбурзька
Шарло́тта Дороте́я Софі́я Ге́ссен-Го́мбурзька (нім. Charlotte Dorothea Sophia von Hessen-Homburg, 17 червня 1672 — 29 серпня 1738) — ландграфиня Гессен-Гомбурзька з Гессенського дому, донька ландграфа Гессен-Гомбургу Фрідріха II та принцеси Курляндії й Семигалії Луїзи Єлизавети Кеттлер, друга дружина герцога Саксен-Веймару Йоганна Ернста III.

## Біографія
Народилась 17 червня 1672 року в Касселі. Стала первістком в родині Фрідріха Гессен-Гомбурзького та його другої дружини Луїзи Єлизавети Курляндської, з'явившись на світ на третій рік їхнього подружнього життя. Мала одинадцятеро молодших братів і сестер.
Батько був вояком шведської, а згодом — бранденбурзької армій. Під час Великої Північної війни втратив ногу та був змушений носити протез, через особливу конструкцію якого отримав у пізні роки прізвисько «Ландграф на срібній нозі». Вийшовши у відставку, викупив у Гессен-Дармштадта амт і місто Гомбург і, після смерті старшого брата у 1680 році, став правлячим ландграфом. Тоді ж він заклав будівництво нового Гомбурзького замку, який став резиденцією сімейства.
У 1689 році були заплановані заручини Шарлотти із графом Шаумбург-Ліппе Фрідріхом Крістіаном. Подія, однак, не відбулася.
У грудні 1690 року матір дівчини пішла з життя. Батько наступного року узяв третій шлюб із Софією Сибіллою Лейнінген-Вестербурзькою, яка народила йому ще трьох нащадків.
У 22 роки Шарлотта стала дружиною 30-річного герцога Саксен-Веймару Йоганна Ернста III. Весілля пройшло 4 листопада 1694 року в Касселі. Наречений був удівцем, його перша дружина померла менш ніж за два місяці до цього, залишивши двох малолітніх дітей. Правив він разом зі старшим братом, хоча, фактично, державними справами майже не цікавився. До самої смерті чоловік віддавав перевагу усамітненому життю у Червоному замку Веймара, маючи схильність до алкоголю. У подружжя народилося четверо дітей.
Йоганна Ернста не стало у липні 1707 року. Шарлотта після його смерті отримала місто Гардіслебен, як удовину долю. Головною резиденцією герцогині залишився Жовтий замок у Веймарі. Опіка над її єдиною вижившею дитиною була покладена на Вільгельма Ернста Саксен-Веймарського, проте Шарлотта віддано дбала про сина під час його хвороби та смерті у 1715 році.
Пішла з життя 29 серпня 1738 року у Веймарі.

## Родина
Чоловік —  Йоганн Ернст
Діти:

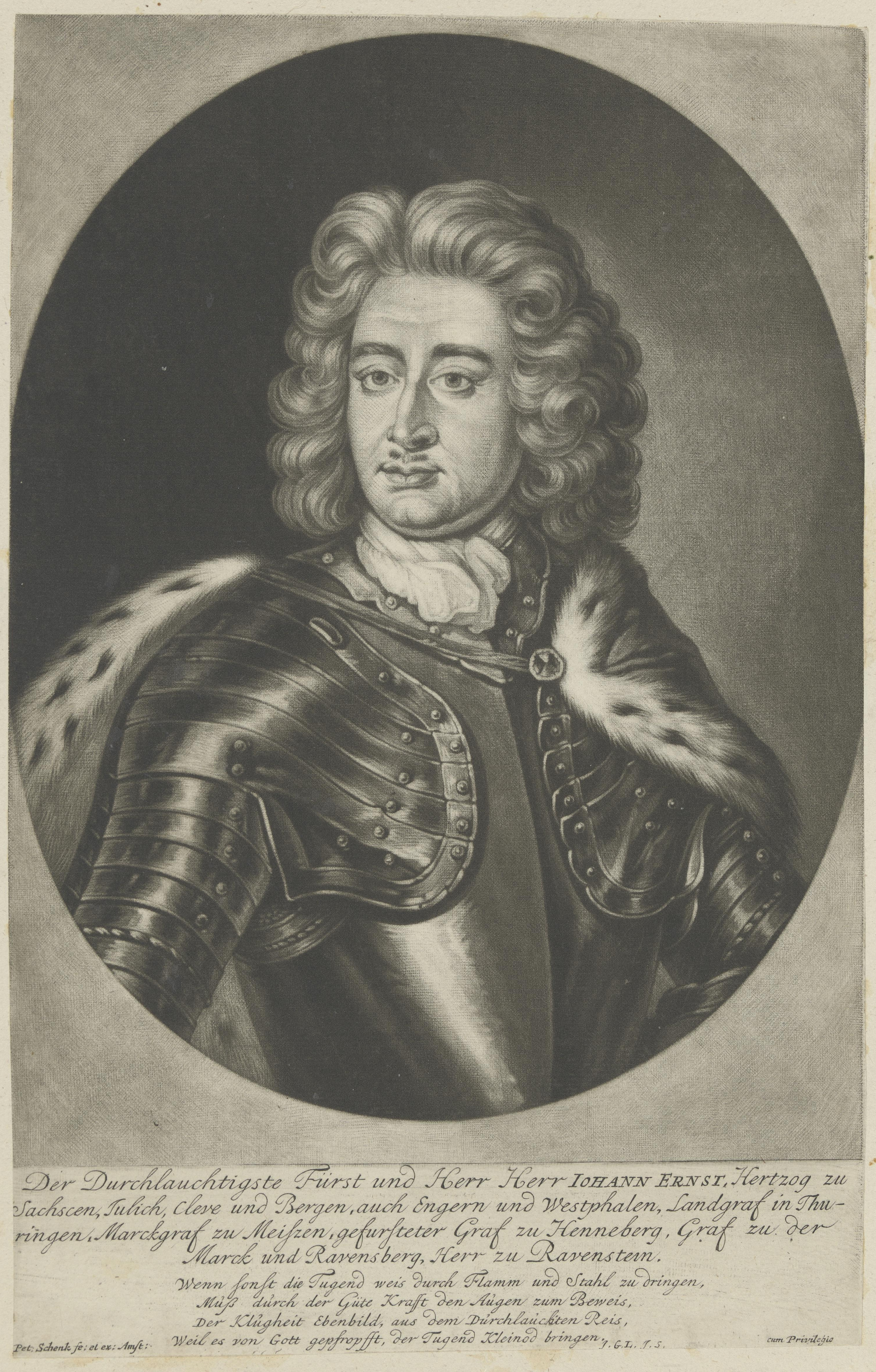
Йоганн Ернст на гравюрі П. Шенка-старшого, Фесте Кобург

- Карл Фрідріх (1695—1696) прожив 5 місяців;
- Йоганн Ернст (1696—1715) — номінальний співправитель Саксен-Веймару у 1707—1715 роках, композитор, одруженим не був, дітей не мав;
- Марія Луїза (1697—1704) прожила 7 років;
- Крістіана Софія (1700—1701) прожила 10 місяців.